# 1879 en Lorraine
Chronologie de la Lorraine
- 1875
- 1876
- 1877
- 1878
- 1879
- 1880
- 1881
- 1882
- 1883

Cette page est une liste d'événements qui se sont produits durant l'année 1879 en Lorraine.

## Éléments de contexte
- Du 27 novembre 1879 au 8 février 1880, ce sont 74 jours successifs de gel; l'hiver 1879-1880 est particulièrement rude et néfaste pour les cultures[1].

## Événements

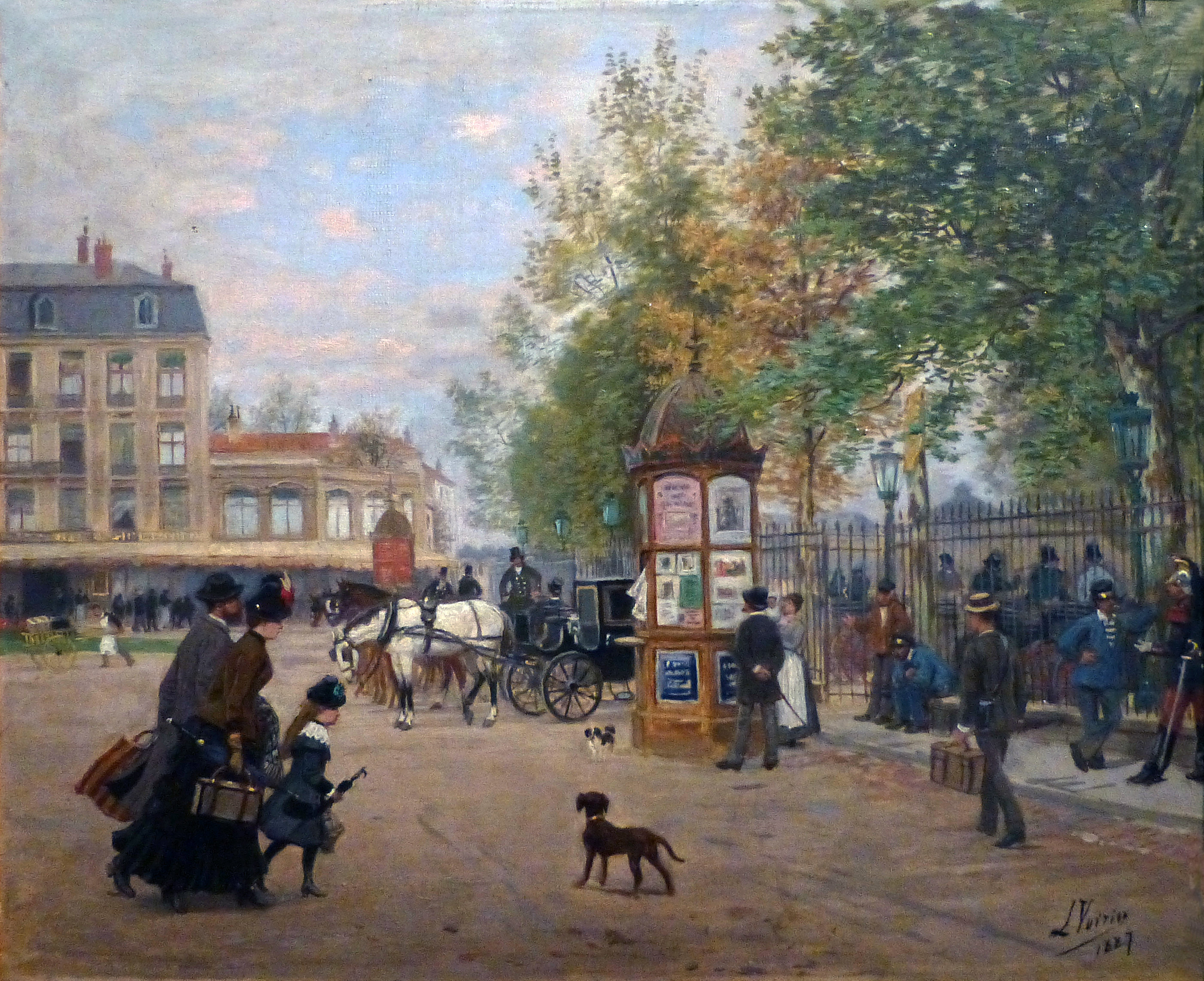
Léon Voirin, La Place Thiers à Nancy en 1887 (Musée Lorrain)

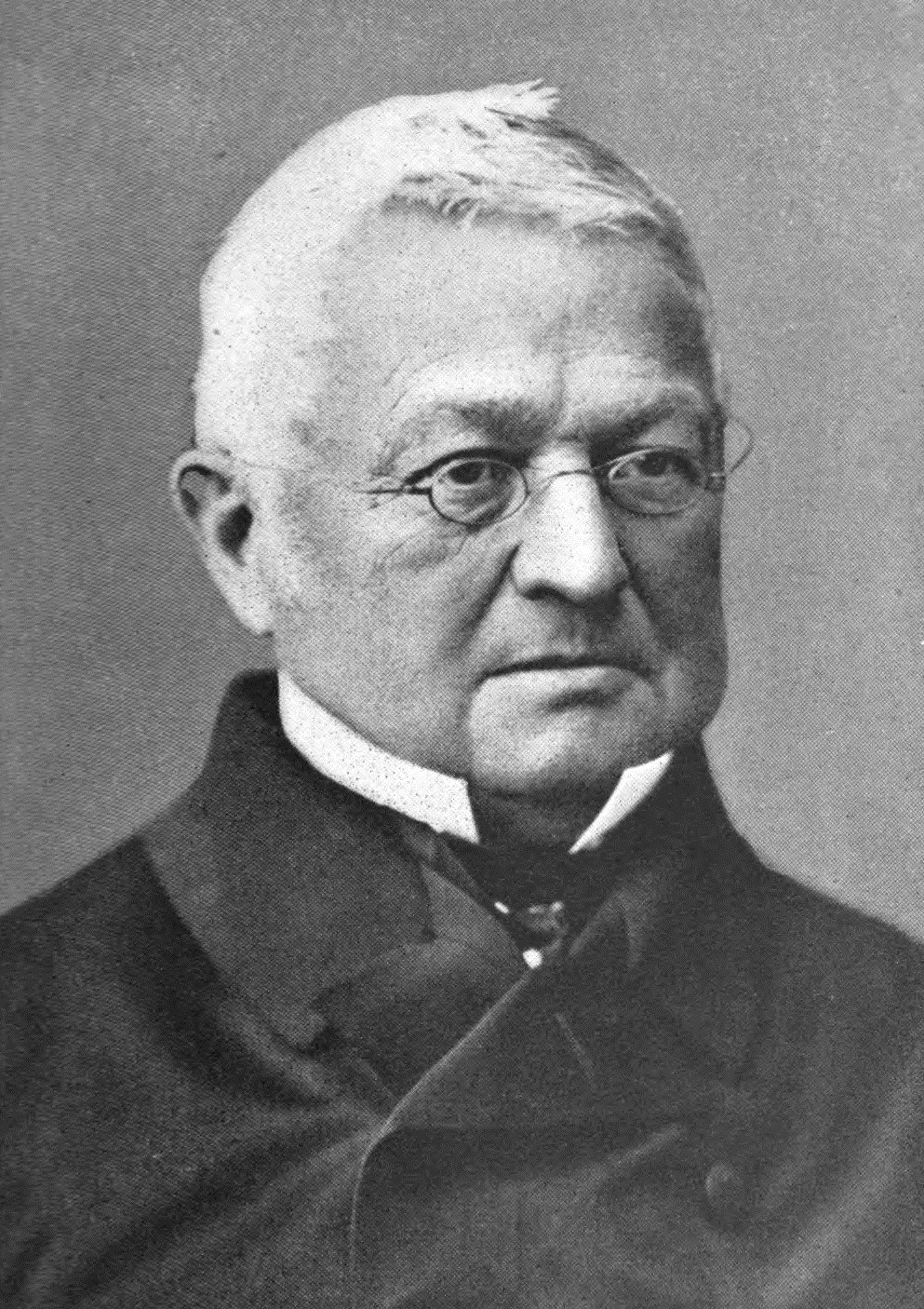
Adolphe Thiers photographié par Nadar.

- Mr Braconnier, ingénieur des Mines, à la suite de son collègue Levallois qui en 1847 fut l'un des premiers à faire état de la roche de Thélod, réalise des analyses chimiques et en démontre l'origine métamorphique qu'il considère comme « le résultat d'une modification des marnes par des sources à une température élevée »[2],[3]. Le Mont de Thélod est donc un ancien volcan.
- Edmond Develle est élu député de la Meuse, il siège au sein de la Gauche républicaine.
- Gabriel Royer est élu député de la Meuse, siégeant à gauche jusqu'en 1898. Il est questeur de la Chambre de 1888 à 1898.
- Eugène de Dietrich installe une usine à Lunéville destinée à produire pour le marché français des matériels ferroviaires[4].

- 5 janvier : Auguste Bernard, réélu sénateur de Meurthe-et-Moselle , siégeant au centre-gauche.
- 5 janvier : Auguste Honnore est élu sénateur de la Meuse :
- 4 juillet : promulgation de la constitution d'Alsace-Lorraine[5].
- 3 août : inauguration du monument à la gloire d'Adolphe Thiers sur la place Thiers à Nancy, pour lequel Ernest Guilbert a sculpté la statue[6],[7],[8].

## Inscriptions ou classements aux titre des monuments historiques
- En Meurthe-et-Moselle : Porte Saint-Georges à Nancy[9]

## Naissances

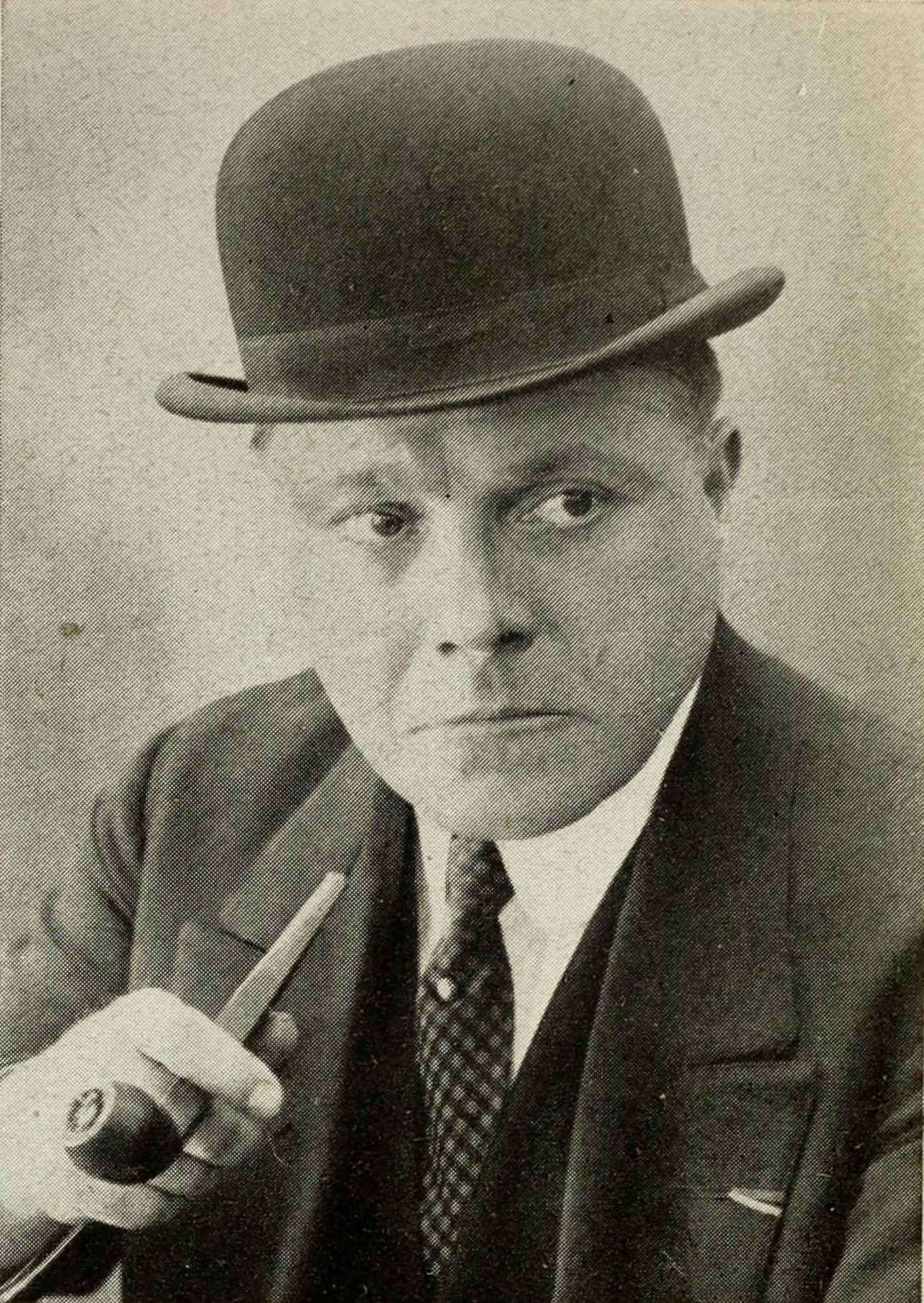
Georges Vinter

- 1 janvier à Nancy : Georges Vinter, de son vrai nom Paul Georges Pinvert[10] (décédé le 19 juillet 1945 à Saint-Mandé, Val-de-Marne[11]), acteur et réalisateur du cinéma muet français.
- 9 février à Metz : Arthur Kobus (décédé à Berlin, 1945), général allemand de la Seconde Guerre mondiale. Capitaine lors de la Première Guerre mondiale, il fut promu général de division en 1942.
- 13 février à Baccarat : Louis Thirion, compositeur français mort à Nancy le 4 juillet 1966 (à 87 ans).
- 1er mai à Thaon-les-Vosges : Joseph Lux[12], mort le 13 mars 1960 à Girmont, gymnaste français.
- 3 mai à Metz : Johann Großwendt[13] (décédé en 1968), architecte et urbaniste allemand[14]. Il fut actif principalement à Stuttgart et Völklingen.
- 26 mai à Metz : Paul Niclausse[15], mort le 1er novembre 1958 à Paris, sculpteur et médailleur français de style Art déco[16].
- 23 juin à Metz : Léopold Poiré, photographe et graveur français, mort à Nancy le 18 juin 1917.
- 25 juin à Lunéville : Fernand Rousselot,  mort le 3 novembre 1958, journaliste français et auteur régionaliste lorrain.
- 6 juillet à Rupt-aux-Nonains : Louis Best (décédé le 30 décembre 1951), sous-officier français de la Première Guerre mondiale.
- 11 août à Metz : 
  - Frieda von Richthofen (décédée le 11 août 1956) est une intellectuelle allemande[17], connue pour sa relation sulfureuse avec le romancier britannique D. H. Lawrence.
  - Wilhelm Hermann Münch (décédé en 1969) est un astrophysicien allemand[18].
- 12 septembre à Metz : Édouard Moncelle, homme politique français. Il fut député de la Moselle de 1924 à 1942.
- 4 octobre à Metz : Pierre-Maurice Masson, universitaire français, spécialiste de Jean-Jacques Rousseau. Il est tué le 16 avril 1916 pendant la Première Guerre mondiale.
- 19 octobre à Metz : Waldemar von Riedel, mort le 2 juin 1945 à Bad Kreuznach[19], officier allemand. Directeur de cabinet, il fut l'assistant personnel du président Paul von Hindenburg de 1925 à 1934.
- 11 novembre à Guinglange : Édouard Corbedaine, homme politique français mort à Thicourt (Moselle) le 17 octobre 1950.
- 16 novembre à Neufchâteau (Vosges) : Jules Dhotel (mort le 16 juin 1967),  médecin et sculpteur français. Il est aussi connu pour ses activités de prestidigitateur.

## Décès
- 14 janvier à Gorze : Pierre Richard,  né le 3 mai 1802 à Kédange (Moselle), peintre français, rattaché à l'art brut.
- 8 avril à Toul : Pierre Sonis est un homme politique français né le 25 août 1799 à Port-Louis (Guadeloupe).
- 7 mai à Nancy : Joseph Constantin Auguste Majorelle, né à Lunéville (Meurthe) le 20 février 1825, décorateur français, créateur sur céramiques et sur meubles.
- 20 juin à Commercy (Meuse) : Adolphe Moreau, homme politique français né le 27 février 1802 à Bar-le-Duc (Meuse) et décédé le 20 juin 1879 .
- 19 septembre à Metz : Paulin Didion (1831-1879), auteur et imprimeur français, actif en Lorraine entre 1861 et 1879.